# Ecsenius mandibularis
Ecsenius mandibularis är en fiskart som beskrevs av Mcculloch 1923. Ecsenius mandibularis ingår i släktet Ecsenius och familjen Blenniidae. Inga underarter finns listade i Catalogue of Life.